# ساترن (الیگاتور)
ساترن (به روسی: Сату́рн، آوانگاری: به معنی سیاره زحل) الیگاتور آمریکایی بود که از بمباران برلین در جنگ جهانی دوم جان سالم به در برده بود و به غلط شایعه شده بود که به آدولف هیتلر پیشوای آلمان نازی تعلق دارد. ساترن پس از تولد در سال ۱۹۳۶ میلادی در میسیسیپی، ایالات متحده آمریکا به باغ‌وحش برلین هدیه شد. «ساترن» در ۲۳ نوامبر ۱۹۴۳ پس از بمباران برلین از باغ‌وحش، فرار کرد. بعدتر سربازان بریتانیایی این حیوان یافته و در ژوئیه ۱۹۴۶ به اتحاد شوروی هدیه دادند. اینکه ساترن از زمان فرارش از باغ‌وحش تا سه سال بعد و زمان پیدا شدندش چگونه زنده ماند، بخش اسرارآمیز زندگی این جانور بود. ساترن از سال ۱۹۴۶ به مدت ۷۴ سال در باغ‌وحش مسکو در برابر بازدیدکنندگان قرار گرفت. مسئولان باغ‌وحش مسکو نوشته‌اند ساترن نگهبانان خود را می‌شناخت و عاشق این بود که با یک قلم‌مو ماساژ داده شود. ساترن در صبح ۲۲ مه ۲۰۲۰ در سن ۸۴ سالگی در باغ‌وحش مسکو درگذشت. این سن برای این حیوان بسیار قابل اهمیت است. به نوشته باغ وحش مسکو، الیگاتور آمریکایی معمولاً ۳۰ تا ۵۰ سال عمر می‌کند.